# Moret-sur-Loing
Moret-sur-Loing är en kommun i departementet Seine-et-Marne i regionen Île-de-France i norra Frankrike. Kommunen ligger i kantonen Moret-sur-Loing som tillhör arrondissementet Fontainebleau. År 2018 hade Moret-sur-Loing 4 188 invånare.

## Befolkningsutveckling
Antalet invånare i kommunen Moret-sur-Loing
| Referens: INSEE |